# Gustaf Wilhelm Sjöstedt
Gustaf Wilhelm Sjöstedt, född 7 september 1824 i Stockholm, död 10 mars 1894 i Björka, Höreda socken, var en svensk veterinär och lärare.

## Biografi
Gustaf Wilhelm Sjöstedt var son till repslagaren Pehr Gustaf Sjöstedt. Efter elementarstudier vid Thure Wennbergs privata läroverk i Stockholm antogs han som elev vid Veterinärinrättningen i Stockholm 1844 och avlade veterinärexamen 1851. Han anställdes 1851 som veterinär i Karlskoga bergslag, blev 1853 veterinär i södra Älvsborgs län och 1855 lärare i zoologi, husdjursskötsel och veterinärvetenskap vid Ultuna lantbruksinstitut. 1861 utnämndes han till professor i kirurgi, obstetrik och hovbeslag vid Veterinärinrättningen i Stockholm, och 1867–1889 var han professor i kirurgi och obstetrik vid Veterinärinstitutet. Sjöstedt publicerade många uppsatser i veterinär- och jordbrukstidskrifter samt utgav några läro- och handböcker, som kom till allmän användning. Bland dem märks Handbok i husdjursskötseln (del 1 1859–1860, 2:a upplagan 1868, del 2 1862) och Handbok i förlossningskonsten (1875). Sjöstedt var 1863–1864 sekreterare samt 1865–1873 och 1876–1888 vice ordförande i Svenska veterinärläkareföreningen. Under många år var han styrelseledamot och sekreterare i Sveriges allmänna djurskyddsförening, vars publikation Djurvännen han redigerade under dess första år 1878–1887. Han blev ledamot av Svenska läkaresällskapet 1863 och av Lantbruksakademien 1875.